# Csáfordjánosfa
Csáfordjánosfa é um município da Hungria, situado no condado de Győr-Moson-Sopron. Tem 5,28 km² de área e sua população em 2015 foi estimada em 199 habitantes.